# Večerja s šunko
Večerja s šunko (francosko Le Déjeuner de jambon) je slika olje na platnu, ki jo je leta 1735 ustvaril francoski umetnik Nicolas Lancret.
To in de Troyjevo Večerja z ostrigami je Ludvik XV. Francoski naročil za okrasitev jedilnice manjših stanovanj v Versajski palači. Obe deli sta zdaj v Musée Condé v Chantillyju.

## Zgodovina
To sliko je leta 1734 naročil kralj Ludvik XV. pri slikarju Lancretu za jedilnico majhnih stanovanj v Versajski palači, ki jo je izdelal naslednje leto. Na njegovo ime je izdan račun za znesek 2400 funtov za izdelavo te slike. Bila je nasprotje sliki Večerja z ostrigami Jean-Françoisa de Troya. Platno je bilo nato vdelano v pohištvo. Vzpostavljeno je bilo leta 1737 in se pojavlja v popisu kraljevih zbirk tega datuma. Toda od leta 1768 so slike zapustile stanovanja po njihovi preureditvi v pisarniške sobe in kuhinje. Leta 1784 so slike prisotne na grajskem nadzorstvu.
Med revolucijo je bila slika zasežena in poslana v Centralni muzej umetnosti, prednika muzeja Louvre. Med obnovo, leta 1817, je Louis-Philippe I., takratni vojvoda Orléanski, zahteval sliko in njegovo dvojnico. Izjavlja, da ti dve deli prihajata iz zbirke njegovega prednika, regenta Philippa d'Orléansa, njegovega prednika, čeprav mu v resnici nikoli nista pripadali. Louis-Philippe pošlje obe sliki, pa tudi Le Déjeuner de Chasse, ki sta bili na enak način vrnjeni iz njegovega Château d'Eu. Njegov sin, vojvoda Aumale, jo je pridobil leta 1857 med prodajo očetovih zbirk v Londonu. Doseže, da sta oba para umaknjena iz prodaje: Večerjo s šunko kupi za 4000 frankov. Namesti jih v svoji posesti Orleans House v Twickenhamu. Te slike imajo zanj sentimentalno vrednost: oče mu je opisal imena likov, ki so tu predstavljeni. Po besedah Julesa Guiffreyja je bil to Philippe d'Orléans, znan kot le Gros, ki se je gostil v družbi Cotton Bonnets. Toda poleg dejstva, da je ta identifikacija nemogoča zaradi poznega datuma slike, umetnostni zgodovinarji danes dvomijo, da bi lahko predstavljala like, ki so res obstajali. Dejansko je bila družba Société des Bonnets de coton ustanovljena leta 1760, medtem ko je Lancret umrl leta 1743, slika Chantilly pa je datirana v leto 1735.
Po vrnitvi v Francijo leta 1871 jo je vojvoda Aumale razstavil v veliki galeriji svojega Château de Chantilly, ki je trenutno v lasti Institut de France.

## Opis in analiza
Slika prikazuje aristokratsko jedilnico v podeželskem okolju. Predstavlja kmečko kosilo ob šunki ob šampanjcu.] ·  Vse se odvija na pokrajinskem ozadju, kjer dominira kip satira.
Slikar Lancret tradicionalno velja za izumitelja slikarske zvrsti: prizora lovskega obeda. Drugo sliko, ki predstavlja Obrok ob vrnitvi z lova, je naslikal že okoli leta 1725 za markiza Henri-Camille de Beringhena (Muzej Louvre). Tako je potešil lovsko strast kralja Ludvika XV. Je tudi eden redkih žanrskih slikarjev, ki prejema redna kraljeva naročila.

## Sorodna dela
Kopija slike, manjša, a Lancretove roke, je shranjena v Muzeju lepih umetnosti v Bostonu. To je slika, ki jo je naročil finančnik Ange Laurent Lalive de Jully in ima nekaj različic: kip satira je nadomestila žara, ovalna miza je postala kvadratna in dekoracija krožnikov je samo ena nit.
Študijo dveh moških na sliki z rdečo kredo hranijo v knjižnici Pierpont Morgan (inventar 1985–11).